# 255989 Dengyushian
255989 Dengyushian è un asteroide della fascia principale. Scoperto nel 2006, presenta un'orbita caratterizzata da un semiasse maggiore pari a 2,6847581 UA e da un'eccentricità di 0,1886182, inclinata di 5,24395° rispetto all'eclittica.